# Mark Salling
Mark Wayne Salling, född 17 augusti 1982 i Dallas, Texas, död 30 januari 2018 i Los Angeles, Kalifornien, var en amerikansk skådespelare, mest känd för rollen som Noah "Puck" Puckerman i Fox-TV-serien Glee. Han var också musiker och sångare.
Mark Salling utexaminerades 2001 från Lake Highlands High School. Senare gick han även på Los Angeles musikakademi. 
Salling sjöng, skrev och spelade gitarr i ett soloprojekt under scennamnet Jericho. Debutalbumet "Smoke Signals" släpptes under 2008. Han sjöng en cover på Neil Diamond's låt "Sweet Caroline" i ett avsnitt av Glee. I programmet sjöng han även duetten "The Lady Is A Tramp" med Amber Riley som spelar Mercedes, sjunger i låten "Run Joey Run", och sjöng även låten "Beth". Under filmningen så skrev Salling en låt och skapade en video med titeln "Chillin' on Glee", bland annat med några andra skådespelare från Glee.
Salling medverkade i filmen Children of the Corn IV: The Gathering med Naomi Watts, och även i The Graveyard.
I slutet av 2017 erkände och dömdes Salling för innehav av barnpornografi. Inte långt därefter, 30 januari 2018, tog han sitt liv.